# Тиличики

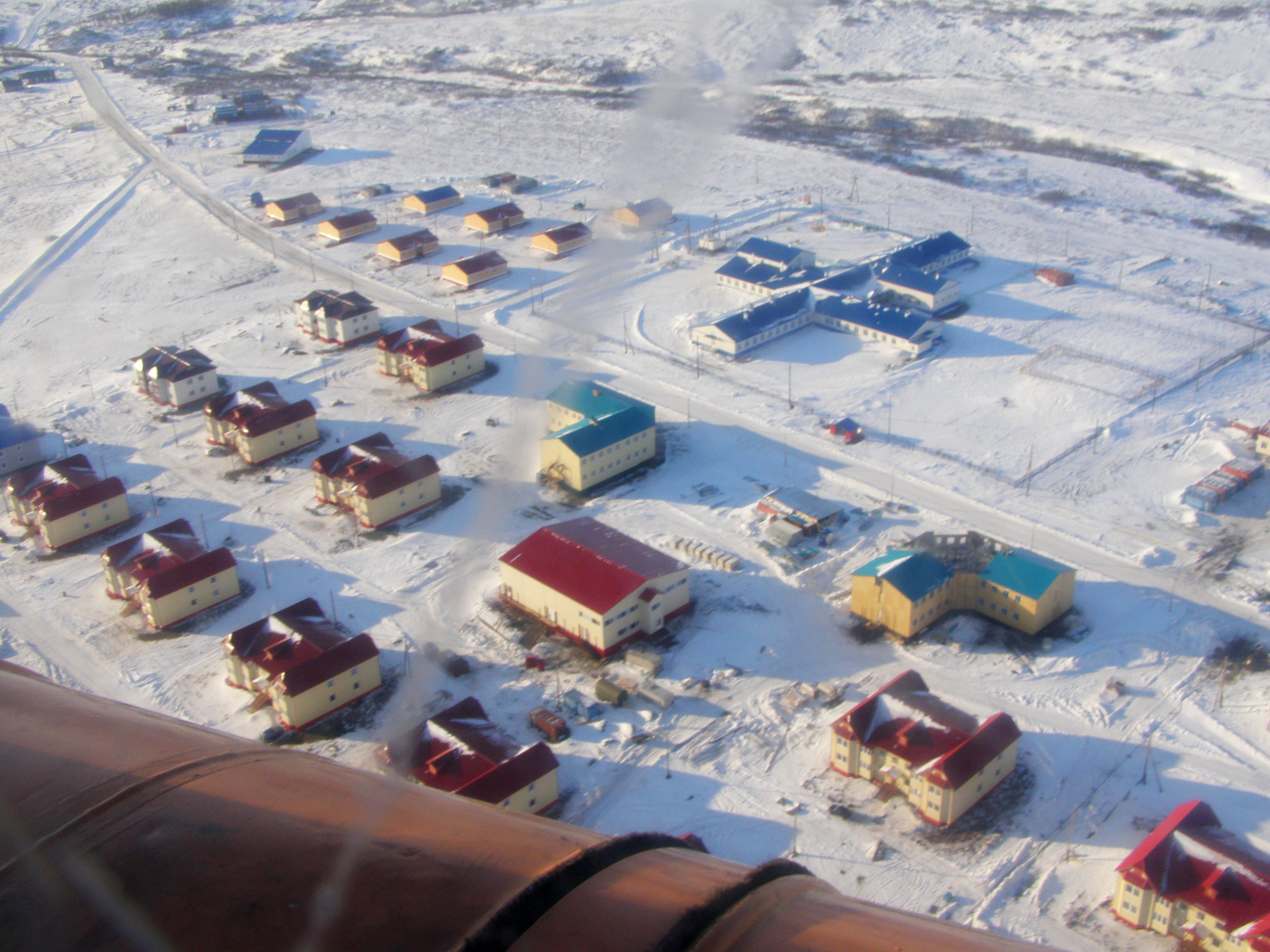
Микрорайон Верхние Тиличики, построенный после Олюторского землетрясения

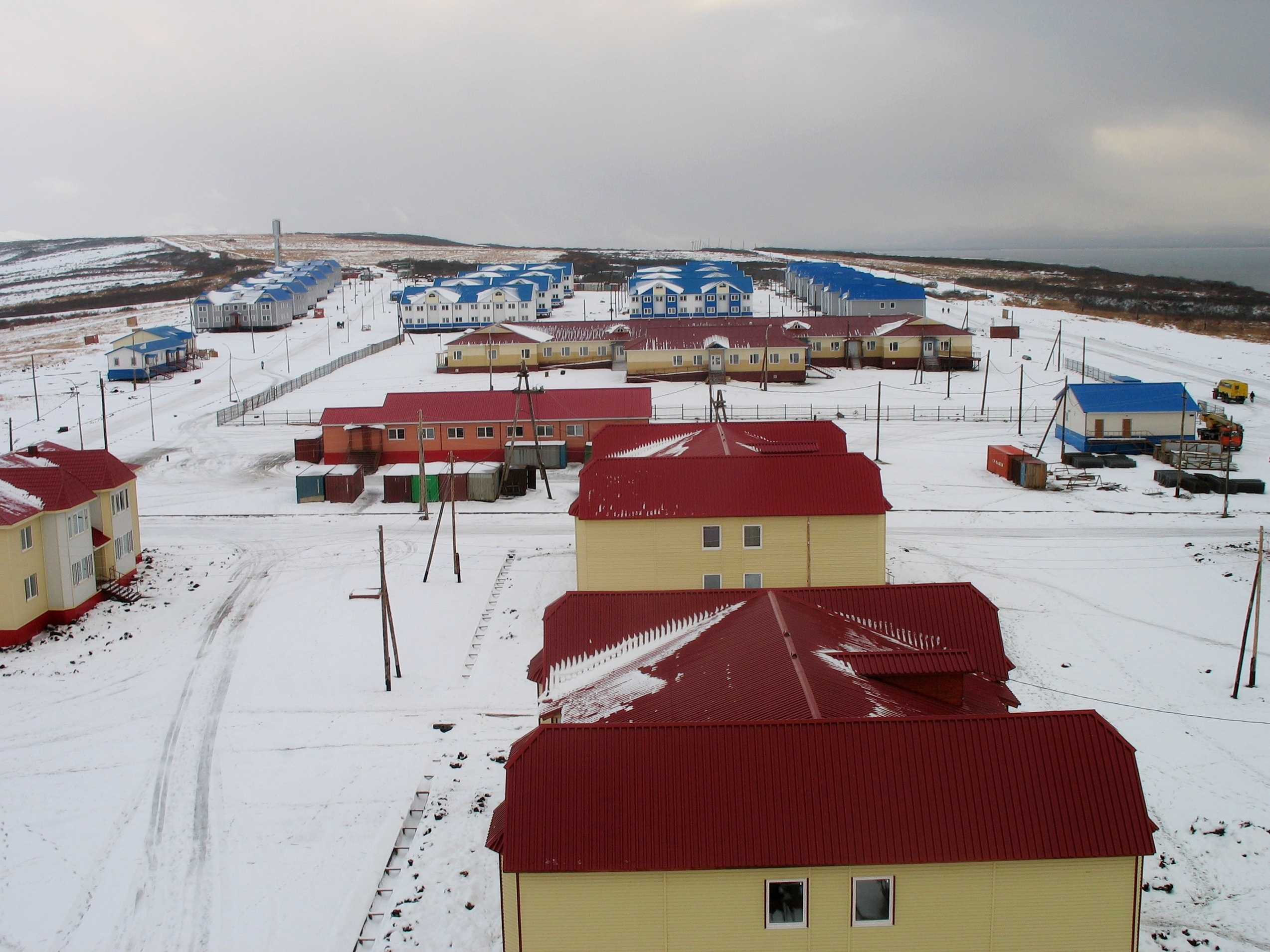
Микрорайон Верхние Тиличики, в селе Тиличики Камчатского края.

Тили́чики — село, административный центр Олюторского района Камчатского края (до 1 июля 2007 в составе Корякского автономного округа Камчатской области). Образует сельское поселение «село Тиличики».
Расположено в северо-восточной части Камчатского края на берегу залива Корфа Берингова моря, от которого отделено длинной узкой песчаной косой и бухтой Скрытая. Село вытянуто вдоль берега бухты Скрытой, кроме микрорайона Верхние Тиличики, находящегося на сопке выше основной части села.
Расстояние от Тиличик до Петропавловска-Камчатского — 1070 км, до Паланы — 370 км.

## Административный статус
Статус и границы сельского поселения установлены Законом Корякского автономного округа от 2 декабря 2004 года № 365-ОЗ «О наделении статусом и определении административных центров муниципальных образований Корякского автономного округа».

## История
Степан Крашенинников в 1740 году упоминал о корякском острожке Теллечи (название происходит от «тэллычан» — «дверь жилища») вблизи речки Теличинской (предположительно, Авьяваям). В районе залива Корфа (Люторского моря) происходило общение коряков и северных ительменов. Здесь же проходил путь русских первопроходцев из Анадырского острога на Камчатку и обратно.
Принято считать, что село Тиличики было основано в 1898 году. Отсчёт в этом случае ведётся со времени постройки заимки торговца Косыгина и нескольких жилищ коряков на низменном мысе у речушки Аровеем.
В 1910 году здесь побывал приамурский генерал-губернатор П. Ф. Унтербергер. К тому времени местные жители уже успешно выращивали картофель и овощи. Унтербергер отметил удачное расположение села.
Тиличики стали административным центром Олюторского района, образованного 10 октября 1930 года постановлением ВЦИК. В 1932 году в Тиличиках была создана оленеводческо-рыболовецкая артель «Сталинец», первым председателем которой стал коряк, участник сопротивления белогвардейцам на камчатском севере Василий Иванович Васагиргин.
В 1961 году слабые колхозы сёл Тиличики, Култушино и Олюторка были объединены в рыболовецко-оленеводческий колхоз им. А. М. Горького, с центром в Тиличиках — в урочище Рогатынь (район современных улиц Школьной, Советской, Зелёной). В 1970-е годы в связи с дальнейшим укрупнением колхоза его центр был перенесён в Вывенку, а в бывшей «колхозной» части села создан совхоз «Тиличикский». Совхоз занимался животноводством (крупный рогатый скот) и растениеводством в открытом грунте (картофель, свекла, турнепс и др.).
В 1980-х годах в селе функционировала меховая фабрика, специализировавшаяся на глубокой переработке шкур домашних оленей и пошиве меховой одежды и обуви. Действовал районный пищевой комбинат, производивший газированные напитки. Во второй половине 1980-х в селе был возведён микрорайон «Черёмушки» из пятиэтажных домов (ранее дома выше двух этажей здесь не строились, в том числе из-за сейсмической опасности территории).
В апреле 2006 года Тиличики значительно пострадали от Олюторского землетрясения, затронувшего весь север Камчатки. Многие здания в посёлке, включая больницу, школу и жилые пятиэтажки, были частично разрушены. Пострадала взлётно-посадочная полоса аэропорта «Тиличики», расположенного поблизости от села, на Корфской косе. В процессе восстановления села после землетрясения в 2007 году был построён новый микрорайон — Верхние Тиличики.

## Население
Среди населения примерно треть относится к коренным малочисленным народам (в основном, корякам). Так, в 2013 году среди 1597 жителей села представителей коренных народностей было 497 человек.  
| 1939  | 1959  | 1970  | 1979  | 1989  | 2002  | 2010  |
| ----- | ----- | ----- | ----- | ----- | ----- | ----- |
| 811   | ↗821  | ↗1938 | ↗2587 | ↗2769 | ↘2106 | ↘1744 |
| 2012  | 2013  | 2014  | 2015  | 2016  | 2017  | 2018  |
| ↘1631 | ↘1597 | ↘1494 | ↘1423 | ↘1403 | ↘1330 | ↘1310 |
| 2019  | 2020  | 2021  |       |       |       |       |
| ↘1298 | ↘1237 | ↗1700 |       |       |       |       |

## Инфраструктура
Типична для посёлков городского типа: функционирует администрация района, работают полиция и прокуратура, имеются коммерческие магазины, отделение Сберегательного банка России, почта, поликлиника, больница, школы (отдельная для начальных классов и отдельная для средних и старших классов), школа-интернат, районные библиотеки (детская и центральная), Центр Культуры и Досуга, издаётся местная газета. Работает администрация Корякского природного заповедника (в настоящее время филиал Кроноцкого заповедника). Сотовая связь представлена тремя операторами связи: Мегафон, Би-Лайн, МТС. Телевидение: 20 программ цифрового телевидения

## Достопримечательности
Краеведческий музей Олюторского муниципального района